# Корсар (Байрон)
Корса́р (англ. The Corsair) — поэма (a tale) Джорджа Байрона, написанная героическим двустишием и опубликованная в начале 1814 года. Третья из шести его так называемых восточных поэм, принадлежит к числу самых известных произведений поэта. Центральный персонаж — корсар Конрад, отвергнутый обществом и мстящий ему за это. 

## История создания
Байрон писал «Корсара» с 18 по 31 декабря 1813 года. Первое издание вышло 1 февраля 1814 года. В первый же день было продано более десяти тысяч экземпляров книги.

## Действующие лица
- Конрад (Conrad), корсар
- Медора (Medora), возлюбленная Конрада
- Сеид (Seyd), османский паша
- Гюльнар (Gulnare), рабыня, возлюбленная Сеида

## Сюжет
Повесть состоит из посвящения (в прозе) и трёх песен (англ. cantos), разделенных на неравные по числу стихов строфы. Вместе они составляют 1864 стиха.
В посвящении Байрон обращается к поэту Томасу Муру, работавшему тогда над поэмой «Лалла Рук», действие которой также происходит на востоке. Бо́льшая часть посвящения отведена рассуждению о том, почему автор написал «Корсара» героическим двустишием. Кроме того, Байрон вновь (как он делал это уже в предисловии к первым двум песням «Паломничества Чайльд-Гарольда» (опубликованы в 1812 году), пытается отмежеваться от своих героев, защищаясь от обвинений в излишней автобиографичности.
Песнь первая начинается с изображения логова пиратов на острове и их вольнолюбивых настроений (строфы I—II). В бухту входит один из двух бригов Конрада. Прибывшие пираты сообщают ему, что паша Сеид готовит нападение, собираясь уничтожить пиратов (III—VII). Затем следует развернутое описание характера Конрада (VIII—XIII): он привык повелевать, и лишь одно доброе чувство есть в его душе — любовь к Медоре, которая живет здесь же в старинной башне на вершине холма. Конрад отправляется к ней и, подходя к жилищу, слышит грустную песню (XIV; в этой вставной песне рифмовка героического двустишия AABB меняется на ABAB). Их встреча страстна, Конрад сообщает о том, что должен снова отплыть. Медора просит его остаться, но он непреклонен. Она вновь чувствует себя брошенной (XIV—XV). Конрад торопится на корабль. По пути его одолевают сомнения: не лучше ли остаться? Но, оказавшись среди своих людей, он забывает эти колебания (XVI—XVII). К ночи бриг достигает цели, проходит незамеченным меж османских кораблей и становится в засаде.
Действие песни второй происходит в городе Корони на юге Мореи. В ожидании битвы войска паши врываются в дома угнетённых греков в поисках угощения (I). Сам Сеид устраивает пир для военачальников. Под видом сбежавшего от корсаров дервиша является переодетый Конрад. Паша надеется получить от него сведения о готовности пиратов к бою, но тот отвечает, что был занят побегом, а не шпионил. Ему предлагают еды, но Конрад отказывается, ссылаясь на строгие религиозные обеты (II—IV). Вдруг его люди в бухте, не дождавшись сигнала, поджигают корабли. Сеид понимает, что дервиш — лазутчик, и начинается резня. Отряд Конрада присоединяется к нему и одерживает победу. Из гарема доносятся крики о помощи, и корсары выносят женщин из огня. Конрад несёт саму возлюбленную Сеида Гюльнар. В результате паша успевает собрать силы и перебивает всех, кроме главаря. Закованного в цепи Конрада отправляют в тюрьму ждать пыток и казни. Они его не страшат, он думает лишь о Медоре (IV—XI). Глубокой ночью в камеру пробирается Гюльнар. Она признаётся, что не любит пашу, и обещает помочь Конраду в благодарность за своё спасение, уговорить Сеида помиловать пленника (XII—XVI).
Песнь третья открывается восславлением Греции и Афин (I—II). Прошло три дня с момента отъезда Конрада, и Медоре неспокойно. К берегу пристаёт бот с уцелевшими в резне пиратами. Они рассказывают, что предводитель, возможно, жив. Все решают драться с пашой снова и либо отомстить за смерть Конрада, либо отбить его живого (III—IV). Гюльнар тщетно пытается убедить Сеида, что было бы разумнее позволить корсару откупиться, но лишь навлекает на себя его гнев: он обвиняет её в желании бежать с Конрадом (V). Меж тем корсар сидит уже три дня в темнице, терзаясь разлукой с Медорой. В напрасной надежде погибнуть он подставляет кандалы под удары грома (VI—VII). Ночью к нему приходит оскорблённая Гюльнар и говорит, что подкупила стражу. Все на их стороне, осталось только убить пашу. Конрад отказывается: тайное убийство спящего противно его натуре. Тогда пашу убивает сама Гюльнар. Вид крови на её лбу повергает корсара в ужас (VIII—XI). Они бегут, садятся в бот и отплывают. Гюльнар признаётся Конраду, что любит его, а он винит себя в том, что отказом убить пашу вынудил её к страшному греху. Бот встречается с кораблём корсаров, шедшим на помощь. Конрад обнимает свою спасительницу и целует её в губы, но для него это не поцелуй любви (XII—XVII). Добравшись до пиратского острова, Конрад замечает, что в окне Медоры не горит свет. Он бросается к башне и находит её мёртвой (XVIII—XX). Причина не имеет для него значения (It was enough—she died—what reck'd it how?). Объятый скорбью, Конрад исчезает. Медора похоронена, а у него не будет могилы (XXI—XXIV).

## Эпиграфы
Повести в целом предпослан эпиграф из «Освобождённого Иерусалима» Торквато Тассо. Каждая песня в отдельности имеет эпиграф из «Ада» Данте.

## Переводы на русский язык
- «Морской разбойник» — прозаический перевод А. Ф. Воейкова (1825—1826)
- прозаический перевод В. Н. Олина (1827)
- «Морской разбойник», стихотворный перевод Н. В. Гербеля (1874)
- «Корсар», стихотворный перевод А. М. Фёдорова (1904)
- «Корсар», стихотворный перевод А. И. Оношкович-Яцыны
- «Корсар», стихотворный перевод Г. А. Шенгели (1940)

## Произведения, основанные на «Корсаре»
- «Корсар» — опера Джузеппе Верди на либретто Франческо Марии Пьяве, впервые поставленная в Большом театре Триеста в 1848 году.
- «Корсар[фр.]» — увертюра Гектора Берлиоза, впервые исполненная в Париже в 1845 году (окончательная редакция — 1854).
- «Корсар» — балет на музыку Адольфа Адана и либретто Жозефа Мазилье и Жюль-Анри Сен-Жоржа, впервые исполненный в парижской Императорской опере, театре Ле Пелетье в 1856 году).
- Песня Медоры (Deep in my soul that tender secret dwells) была положена на музыку многими композиторами, в том числе Станиславом Монюшко (Śpiew Medory), Йозефиной Ланг[англ.] (Aus Byrons Corsar), Камилем Сен-Сансом (Sonnet: Souvenir de Las Palmas; 1898), Эдвардом Элгаром (соч. 53 № 2; 1908).

## В изобразительном искусстве

Гравюры неизвестного авторства (1871)
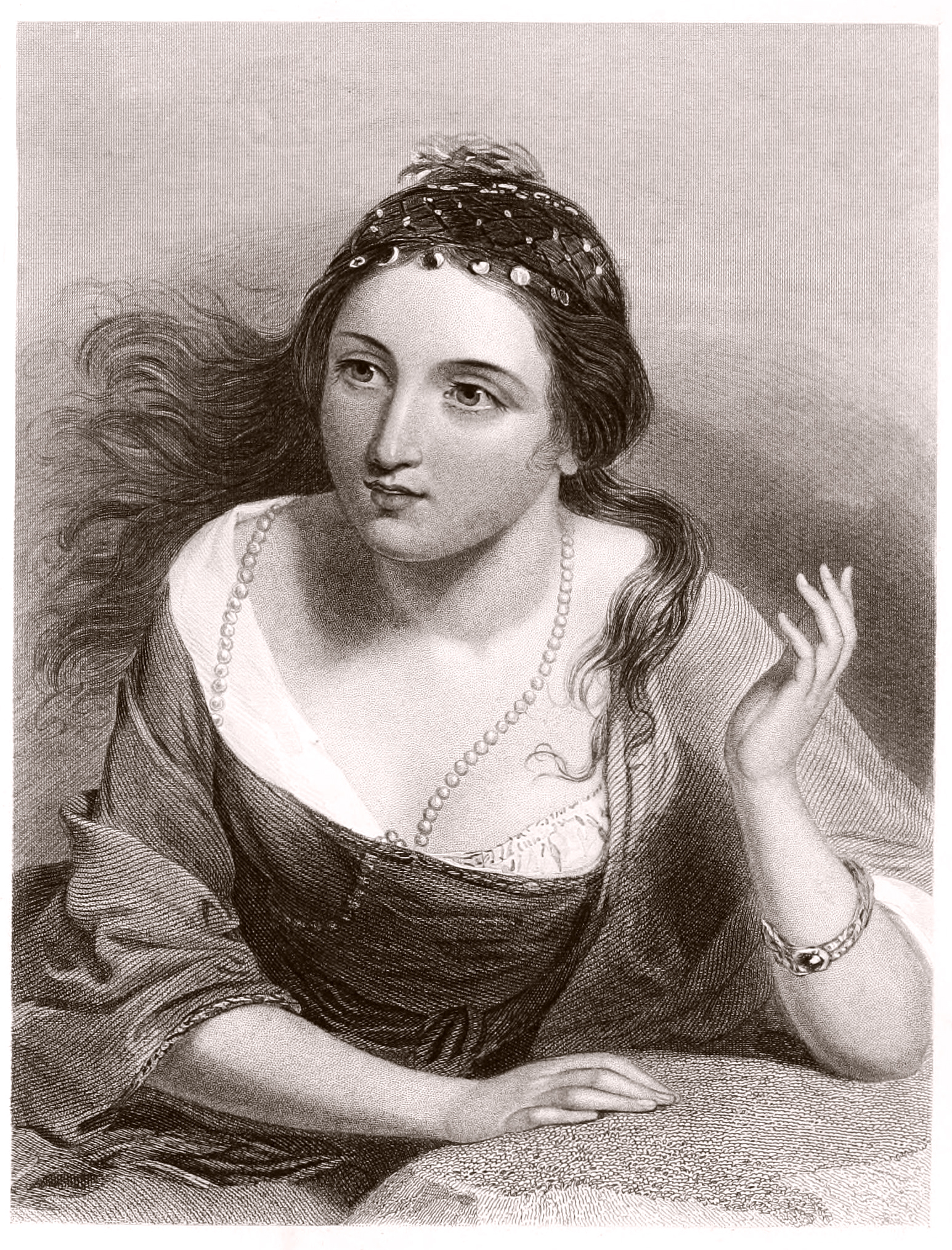
Медора
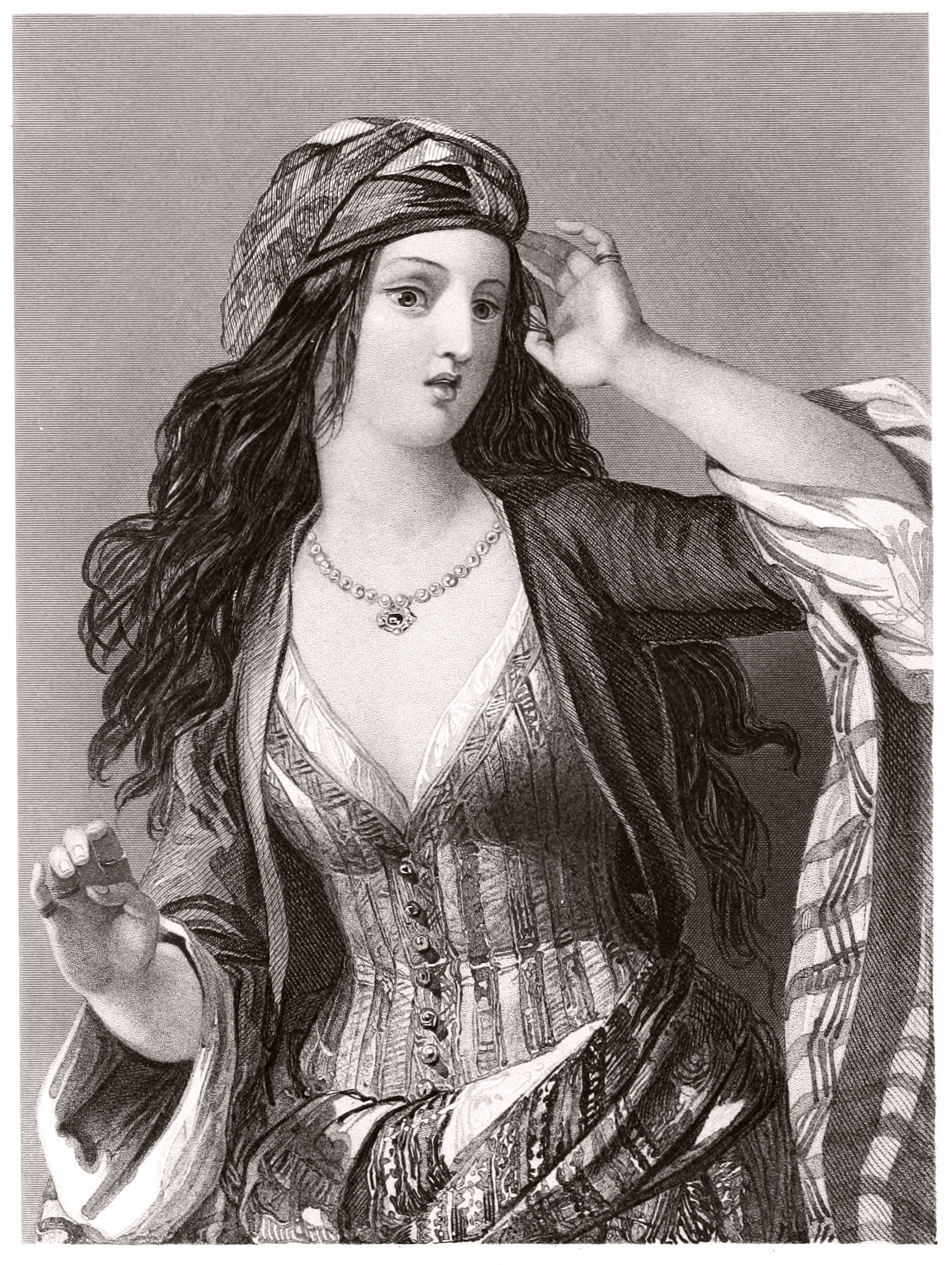
Гюльнар
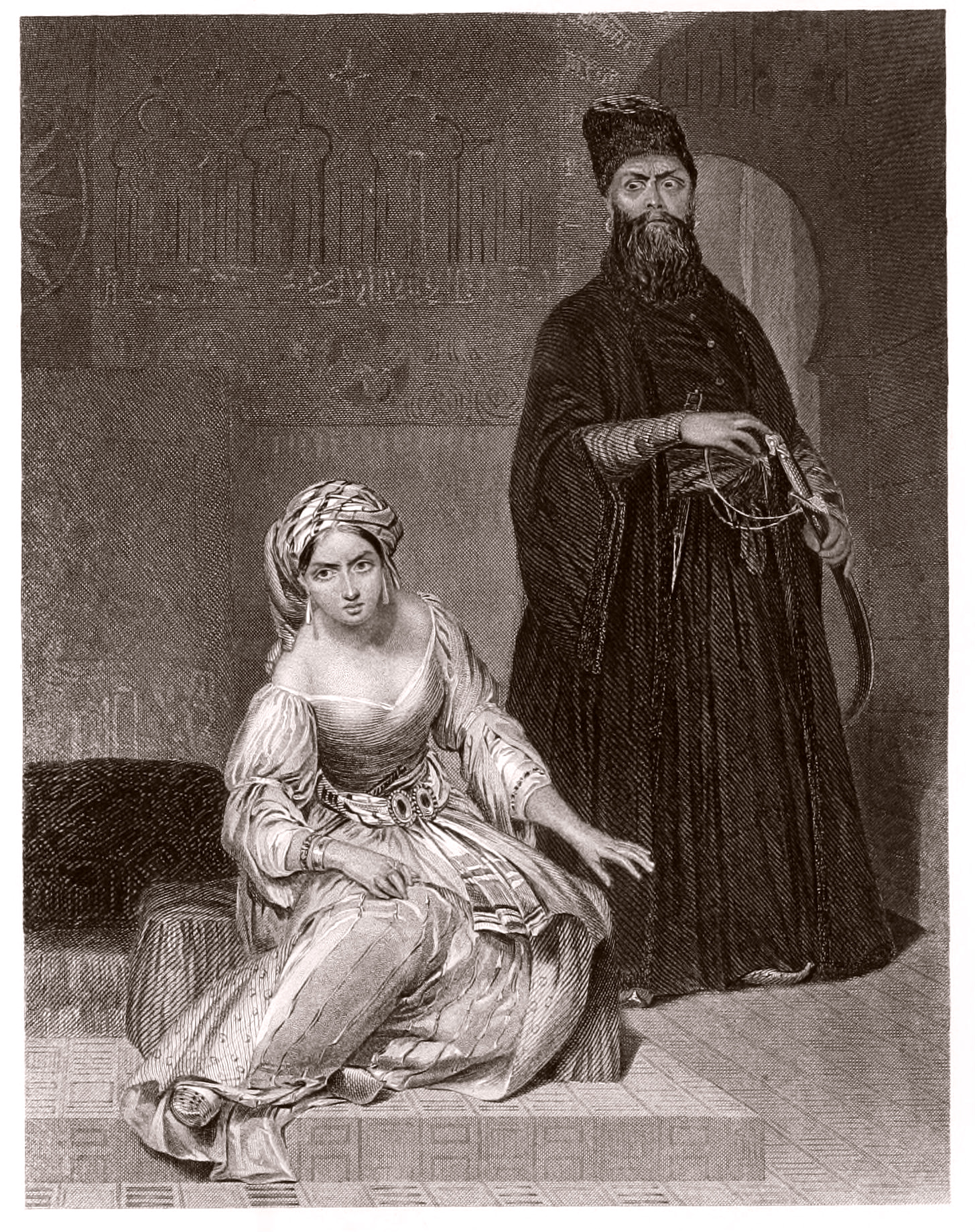
Гюльнар и Сеид
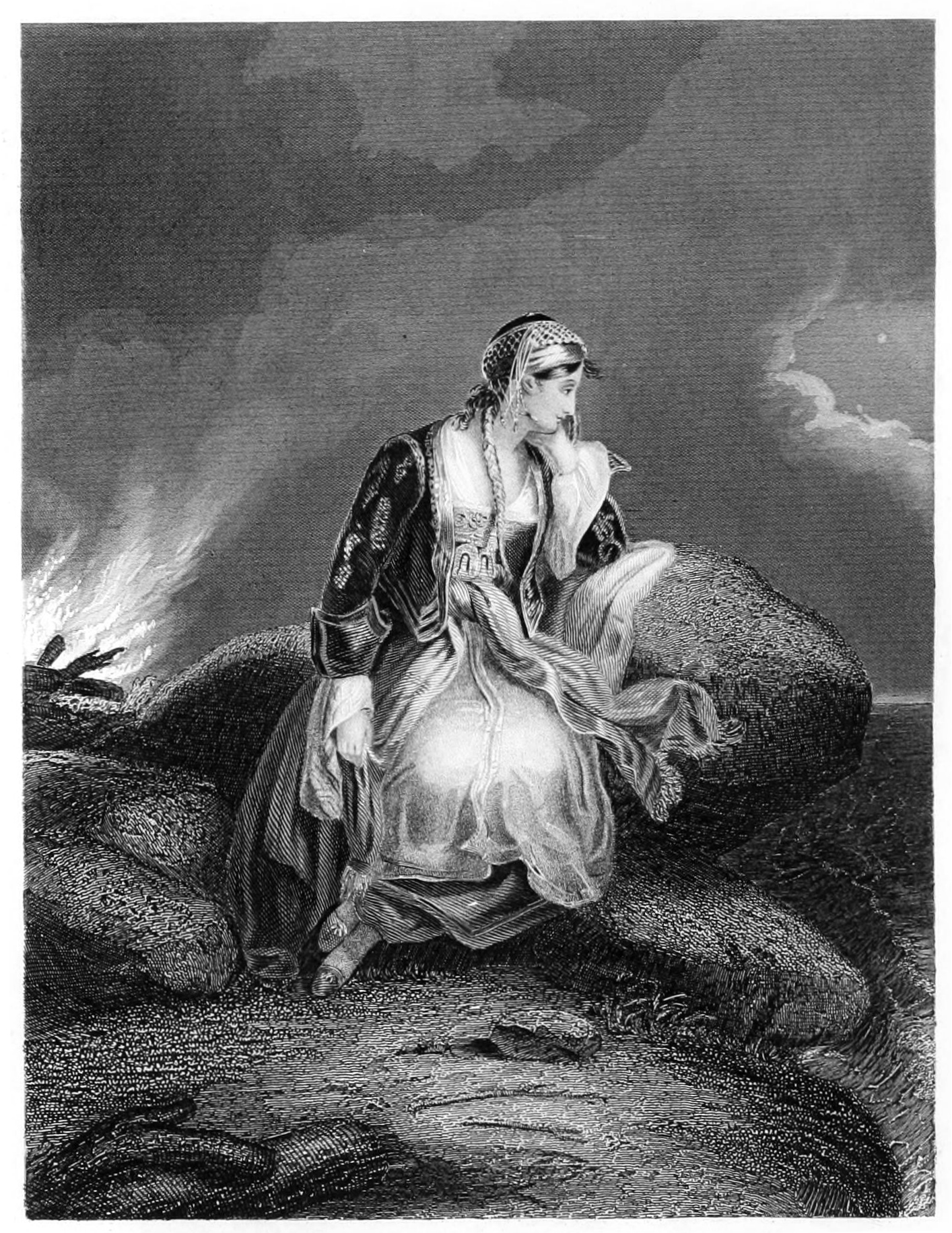
Медора, ожидающая возвращения Конрада